# Referendum federali in Svizzera del 2016
In Svizzera nel 2016 si sono tenuti tredici referendum popolari in quattro diverse date: 28 febbraio, 5 giugno, 25 settembre e 27 novembre.

## Referendum di febbraio
Il 28 febbraio 2016 gli elettori sono stati chiamati a esprimersi su tre quesiti.

### Primo quesito
Il primo quesito riguardava la proposta d'iniziativa popolare "Per il matrimonio e la famiglia – No agli svantaggi per le coppie sposate", che chiedeva la completa eliminazione di ogni svantaggio fiscale per le coppie sposate (a legislazione vigente alcune coppie di coniugi con doppio reddito e alcune coppie di coniugi pensionati che ricadevano in determinate categorie di reddito avevano un carico fiscale più elevato rispetto a coppie non sposate nella stessa situazione economica). La proposta inoltre prevedeva che l'imposizione congiunta dei coniugi, disciplinata a livello di legge, fosse esplicitamente sancita in Costituzione così come la definizione di matrimonio come durevole convivenza di un uomo e di una donna. Il Parlamento aveva respinto l'iniziativa, il Consiglio nazionale con 107 no, 85 sì e 1 astensione e il Consiglio degli Stati con 25 no e 20 sì. Anche il Consiglio federale, pur condividendo l'obiettivo di eliminare le penalizzazioni fiscali, raccomandava di respingere l'iniziativa non condividendo l'inserimento in Costituzione di una definizione troppo rigida del matrimonio e del principio dell'imposizione congiunta, che avrebbe precluso la possibilità dell'introduzione del matrimonio omosessuale e del passaggio all'imposizione individuale, che il Parlamento stava prendendo in considerazione.

### Secondo quesito
Il secondo quesito riguardava la proposta d'iniziativa popolare "Per l’attuazione dell’espulsione degli stranieri che commettono reati", detta in breve Iniziativa per l’attuazione che, facendo seguito ad un'iniziativa approvata nel 2010 che sanciva il principio dell’espulsione degli stranieri che commettono reati, chiedeva che essa fosse attuata tramite l'espulsione automatica dalla Svizzera di tutti gli stranieri colpevoli di un reato,  a prescindere dalla gravità del fatto, dall'entità della pena e da altre circostanze. Il Parlamento aveva respinto l'iniziativa (il Consiglio nazionale con 140 no e 57 sì e il Consiglio degli Stati con 38 no e 6 sì) e aveva invece approvato una diversa legge attuativa che prevedeva l'espulsione per i soli crimini sessuali, omicidi, ferimenti gravi o altri reati che comportino la messa in pericolo di esseri umani e lasciava la discrezionalità ai giudici di rinunciare all'espulsione in casi eccezionali. Anche il Consiglio federale raccomandava di respingere l'iniziativa ritenendola contraria al principio di separazione dei poteri a causa delle limitazioni delle competenze dei giudici, al principio di proporzionalità della pena e a trattati internazionali in materia di diritti umani.

### Terzo quesito
Il terzo quesito riguardava la proposta d'iniziativa popolare "Contro la speculazione sulle derrate alimentari" che chiedeva che in Svizzera fossero vietate tutte le operazioni finanziarie speculative che concernessero materie prime agricole o derrate alimentari. Tali operazioni avvenivano mediante l'impiego dei cosiddetti derivati agricoli, strumenti finanziari che consentono di comperare o vendere a una data futura una determinata quantità di materie prime agricole a un prezzo stabilito. Il Parlamento aveva respinto l'iniziativa, il Consiglio nazionale con 130 no, 58 sì e 5 astensioni e il Consiglio degli Stati con 31 no, 11 sì e 1 astensione. Anche il Consiglio federale raccomandava di respingere l'iniziativa ritenendola inefficace e facilmente aggirabile dato che la negoziazione dei derivati agricoli avveniva prevalentemente fuori dalla Svizzera e temendo che i controlli supplementari che si sarebbero resi necessari per tutte le imprese svizzere che avessero a che fare con derivati agricoli avrebbero provocato costi supplementari per le imprese e conseguentemente una possibile loro rinuncia a una sede commerciale in Svizzera.

### Quarto quesito
Il quarto quesito riguardava la conferma della  modifica del 26 settembre 2014 della legge federale concernente il transito stradale nella regione alpina (LTS) (Risanamento della galleria autostradale del San Gottardo). La legge prevedeva la costruzione di un secondo traforo al Massiccio del San Gottardo, prima dell'avvio dei lavori di risanamento della galleria esistente, in modo tale da evitare l'interruzione del collegamento autostradale per un lungo periodo di tempo. Il Parlamento aveva approvato la legge, il Consiglio nazionale con 120 sì, 76 no e 2 astensioni e il Consiglio degli Stati con 28 sì e 17 no. Contro la legge era stato chiesto un referendum da parte di un comitato, che considerava il secondo traforo dispendioso e in violazione delle leggi sulla protezione delle Alpi.

### Risultati
| Titolo sintetico                                           | Sì        | Sì   | No        | No   | Nulli   | Totale    | Iscritti  | Affluenza | Cantoni a favore | Cantoni a favore | Cantoni contro | Cantoni contro | Risultato |
| Titolo sintetico                                           | Voti      | %    | Voti      | %    | Nulli   | Totale    | Iscritti  | Affluenza | Pieni            | Mezzi            | Pieni          | Mezzi          | Risultato |
| ---------------------------------------------------------- | --------- | ---- | --------- | ---- | ------- | --------- | --------- | --------- | ---------------- | ---------------- | -------------- | -------------- | --------- |
| Iniziativa per il matrimonio e la famiglia                 | 1.609.152 | 49,2 | 1.664.224 | 50,8 | 80.643  | 3.354.019 | 5.302.797 | 63,2      | 15               | 3                | 5              | 3              | Respinto  |
| Iniziativa per l'attuazione                                | 1.375.098 | 41,1 | 1.966.965 | 58,9 | 37.504  | 3.379.567 | 5.302.797 | 63,7      | 3                | 3                | 17             | 3              | Respinto  |
| Iniziativa contro la speculazione sulle derrate alimentari | 1.287.786 | 40,1 | 1.925.937 | 59,9 | 122.455 | 3.336.178 | 5.302.797 | 62,9      | 1                | 1                | 19             | 5              | Respinto  |
| Raddoppio traforo del San Gottardo                         | 1.883.859 | 57,0 | 1.420.390 | 43,0 | 61.319  | 3.365.568 | 5.302.797 | 63,5      | -                | -                | -              | -              | Approvato |

### Annullamento di una votazione
Con sentenza del 10 aprile 2019, il tribunale federale, accettando un ricorso, ha annullato la votazione popolare sul primo quesito (Iniziativa per il matrimonio e la famiglia) poiché il Governo aveva fornito all'elettorato informazioni incomplete e parzialmente errate (come il numero di coppie sposate interessate dalla riforma quantificate ad 80.000 quando invece il numero era di gran lunga più elevato, errore ammesso dal dipartimento federale delle finanze nel 2018). L'errore, a giudizio del Tribunale, aveva condizionato pesantemente il risultato della consultazione. Il 4 febbraio 2020 il comitato d'iniziativa ha però ritirato l'iniziativa popolare che quindi non è stata nuovamente sottoposta al voto.

## Referendum di giugno
Il 5 giugno 2016 gli elettori sono stati chiamati a esprimersi su cinque quesiti.

### Primo quesito
Il primo quesito riguardava la proposta d'iniziativa popolare "A favore del servizio pubblico", che chiedeva che nel settore delle prestazioni di base (servizio pubblico) la Confederazione e le imprese parastatali (Swisscom, La Posta e FFS) non potessero mirare a conseguire profitti e nel caso ve ne fossero, non potessero versarli agli azionisti ma dovessero farli rimanere nelle imprese. L'iniziativa prevedeva inoltre che gli impiegati di tali imprese non potessero essere retribuiti più di quelli dell'Amministrazione federale e che nella presentazione dei conti, esse dovessero distinguere le prestazioni di base dalle altre prestazioni. Il Parlamento aveva respinto l'iniziativa all'unanimità, il Consiglio nazionale con 196 voti contrari e il Consiglio degli Stati con 43. Anche il Consiglio federale raccomandava di respingere l'iniziativa ritenendo che essa avrebbe ridotto la competitività delle imprese interessate e avrebbe ridotto le entrate della Confederazione, costringendola a ridurre le prestazioni o ad aumentare le imposte.

### Secondo quesito
Il secondo quesito riguardava la proposta d'iniziativa popolare "Per un reddito di base incondizionato", che chiedeva l'istituzione di un reddito di base per tutti i cittadini svizzeri, indipendentemente dal reddito e dalla situazione patrimoniale. L'iniziativa non precisava l'importo e le modalità di finanziamento del reddito, che sarebbero poi dovuti essere disciplinati dal Parlamento. Il Parlamento aveva respinto l'iniziativa, il Consiglio nazionale con 157 no, 19 sì e 16 astensioni e il Consiglio degli Stati con 40 no, 1 sì e 3 astensioni. Anche il Consiglio federale raccomandava di respingere l'iniziativa temendo un aumento del lavoro nero e un calo della manodopera e delle entrate fiscali dello Stato e ritenendo problematico il finanziamento del reddito di base, che avrebbe costituito un esperimento troppo rischioso.

### Terzo quesito
Il terzo quesito riguardava la proposta d'iniziativa popolare "Per un equo finanziamento dei trasporti", che chiedeva di utilizzare l'intero gettito dell'imposta sugli oli minerali riscossa sui carburanti per l'esecuzione di compiti connessi alla circolazione stradale (attualmente per tali compiti era utilizzata solo la metà del gettito). Il Parlamento aveva respinto l'iniziativa, il Consiglio nazionale con 123 no, 66 sì e 5 astensioni e il Consiglio degli Stati con 32 no, 4 sì e 9 astensioni. Anche il Consiglio federale raccomandava di respingere l'iniziativa temendo problemi di finanziamento per altri importanti settori come la formazione, l'agricoltura, l'esercito e i trasporti pubblici.

### Quarto quesito
Il quarto quesito riguardava la conferma della modifica del 12 dicembre 2014 della legge federale concernente la procreazione con assistenza medica (Legge sulla medicina della procreazione, LPAM). La legge definiva le modalità di esecuzione della diagnosi preimpianto, precedentemente vietata in Svizzera ma accettata da una precedente votazione popolare del 2015, che consiste nel sottoporre a esame genetico gli embrioni ottenuti con la fecondazione artificiale prima del loro impianto nell'utero materno. Tale pratica veniva consentita dalla legge solo per le coppie portatrici di gravi malattie ereditarie e per quelle sterili. La legge vietava inoltre altre applicazioni come la determinazione del sesso o di caratteristiche fisiche del nascituro. Il Parlamento aveva approvato la legge, il Consiglio nazionale con 123 sì, 66 no e 5 astensioni e il Consiglio degli Stati con 26 sì, 10 no e 9 astensioni. Contro la legge era stato chiesto un referendum da parte di un comitato, che riteneva la legge troppo permissiva.

### Quinto quesito
Il quinto quesito riguardava la conferma della modifica del 25 settembre 2015 della legge sull’asilo (LAsi). La legge aveva come obiettivo la velocizzazione delle procedure d'asilo. I termini quindi venivano resi più brevi e per garantire la correttezza delle procedure veniva fornita ai richiedenti asilo fin dall'inizio la consulenza e la rappresentanza legale necessaria. Tutte le persone e le organizzazioni più importanti coinvolti nelle procedure d'asilo (traduttori, interpreti, rappresentanti legali, incaricati delle audizioni, della verifica dei documenti ecc.) venivano inoltre riunite in appositi centri confederali. Il Parlamento aveva approvato la legge, il Consiglio nazionale con 138 sì, 55 no e 1 astensione e il Consiglio degli Stati con 35 sì, 5 no e 3 astensioni. Contro la legge era stato chiesto un referendum da parte di un comitato, che criticava soprattutto la protezione giuridica gratuita e la semplificazione della procedura d'autorizzazione per l'apertura dei centri d'asilo confederali.

### Risultati
| Titolo sintetico                                   | Sì        | Sì   | No        | No   | Nulli  | Totale    | Iscritti  | Affluenza | Cantoni a favore | Cantoni a favore | Cantoni contro | Cantoni contro | Risultato |
| Titolo sintetico                                   | Voti      | %    | Voti      | %    | Nulli  | Totale    | Iscritti  | Affluenza | Pieni            | Mezzi            | Pieni          | Mezzi          | Risultato |
| -------------------------------------------------- | --------- | ---- | --------- | ---- | ------ | --------- | --------- | --------- | ---------------- | ---------------- | -------------- | -------------- | --------- |
| Iniziativa per il servizio pubblico                | 784.303   | 32,4 | 1.637.707 | 67,6 | 62.997 | 2.485.007 | 5.313.442 | 46,8      | 0                | 0                | 20             | 6              | Respinto  |
| Iniziativa per un reddito di base incondizionato   | 568.660   | 23,1 | 1.897.528 | 76,9 | 28.660 | 2.494.848 | 5.313.442 | 47,0      | 0                | 0                | 20             | 6              | Respinto  |
| Iniziativa per un equo finanziamento dei trasporti | 709.974   | 29,2 | 1.719.661 | 70,8 | 55.749 | 2.485.384 | 5.313.442 | 46,8      | 0                | 0                | 20             | 6              | Respinto  |
| Modifica legge sulla medicina della procreazione   | 1.490.417 | 62,4 | 897.318   | 37,6 | 92.610 | 2.480.345 | 5.313.442 | 46,7      | -                | -                | -              | -              | Approvato |
| Modifica legge sull'asilo                          | 1.616.597 | 66,8 | 804.086   | 33,2 | 65.349 | 2.486.032 | 5.313.442 | 46,8      | -                | -                | -              | -              | Approvato |

## Referendum di settembre
Il 25 settembre 2016 gli elettori sono stati chiamati a esprimersi su tre quesiti.

### Primo quesito
Il primo quesito riguardava la proposta d'iniziativa popolare "Per un’economia sostenibile ed efficiente in materia di gestione delle risorse (economia verde)". L'iniziativa partendo dal presupposto che se tutti nel mondo consumassero tante risorse naturali come la popolazione svizzera occorrerebbero le risorse equivalenti a circa tre pianeti Terra fissava l'obiettivo di ridurre questo consumo in modo tale che entro il 2050 esso non superasse, rapportato alla popolazione mondiale, le capacità naturali del pianeta. L'iniziativa chiedeva quindi alla Confederazione di fissare obiettivi a medio e lungo termine per raggiungere tale risultato, adottando misure come il sostegno della ricerca e dell'innovazione, l'emanazione di prescrizioni sui processi produttivi o sui rifiuti, la previsione di incentivi fiscali per comportamenti ecologici o di imposte d'incentivazione sul consumo di risorse naturali. Il Parlamento aveva respinto l'iniziativa, il Consiglio nazionale con 128 no, 62 sì e 2 astensioni e il Consiglio degli Stati con 31 no e 13 sì. Anche il Consiglio federale raccomandava di respingere l'iniziativa ritenendola troppo ambiziosa, richiedendo misure con forti ripercussioni sull'economia con possibili effetti negativi su competitività, crescita e occupazione.

### Secondo quesito
Il secondo quesito riguardava la proposta d'iniziativa popolare "AVSplus: per un'AVS forte". L'iniziativa chiedeva che tutte le rendite di vecchiaia dell'AVS (Assicurazione per la vecchiaia e per i superstiti) fossero aumentate del 10% in modo tale da concorrere in misura maggiore a formare il reddito pensionistico. Il Parlamento aveva respinto l'iniziativa, il Consiglio nazionale con 139 no, 53 sì e 1 astensione e il Consiglio degli Stati con 33 no, 9 sì e 1 astensione. Anche il Consiglio federale raccomandava di respingere l'iniziativa ritenendo che essa avrebbe aggravato i già presenti problemi di finanziamento dell'AVS, andando a gravare sulla popolazione e sull'economia.

### Terzo quesito
Il quesito riguardava la conferma della legge federale del 25 settembre 2015 sulle attività informative (LAIn). La legge consentiva al SIC (i servizi segreti svizzeri) di avvalersi di nuove misure di acquisizione delle informazioni: la sorveglianza di invii postali, di comunicazioni telefoniche e di attività in Internet di singole persone, l'impiego di apparecchi di localizzazione e di sorveglianza, l'infiltrazione in reti informatiche, la perquisizione di locali, veicoli, bagagli o container e l'esplorazione di segnali via cavo. Tali nuovi misure potevano essere applicate solo in caso di minaccia grave e concreta e dopo aver ricevuto autorizzazione dal Tribunale amministrativo federale e da alcuni consiglieri federali (i capi dei dipartimenti di difesa, affari esteri e giustizia e polizia). La legge istituiva inoltre una nuova autorità di vigilanza supplementare e indipendente sul SIC. Il Parlamento aveva approvato la legge, il Consiglio nazionale con 145 sì, 41 no e 8 astensioni e il Consiglio degli Stati con 35 sì, 5 no e 3 astensioni. Contro la legge era stato chiesto un referendum da parte di un comitato, che riteneva che la legge consentisse ai servizi segreti di infiltrarsi nella sfera privata dei cittadini anche in assenza di sospetti di reati.

### Risultati
| Titolo sintetico                          | Sì        | Sì   | No        | No   | Nulli  | Totale    | Iscritti  | Affluenza | Cantoni a favore | Cantoni a favore | Cantoni contro | Cantoni contro | Risultato |
| Titolo sintetico                          | Voti      | %    | Voti      | %    | Nulli  | Totale    | Iscritti  | Affluenza | Pieni            | Mezzi            | Pieni          | Mezzi          | Risultato |
| ----------------------------------------- | --------- | ---- | --------- | ---- | ------ | --------- | --------- | --------- | ---------------- | ---------------- | -------------- | -------------- | --------- |
| Iniziativa "economia verde"               | 819.770   | 36,4 | 1.430.273 | 63,6 | 41.427 | 2.291.470 | 5.329.183 | 43,0      | 1                | 0                | 19             | 6              | Respinto  |
| Iniziativa "AVSplus"                      | 921.375   | 40,6 | 1.348.032 | 59,4 | 29.085 | 2.298.492 | 5.329.183 | 43,1      | 5                | 0                | 15             | 6              | Respinto  |
| Legge federale sulle attività informative | 1.459.068 | 65,5 | 768.065   | 34,5 | 61.416 | 2.288.549 | 5.329.183 | 42,9      | -                | -                | -              | -              | Approvato |

## Referendum di novembre

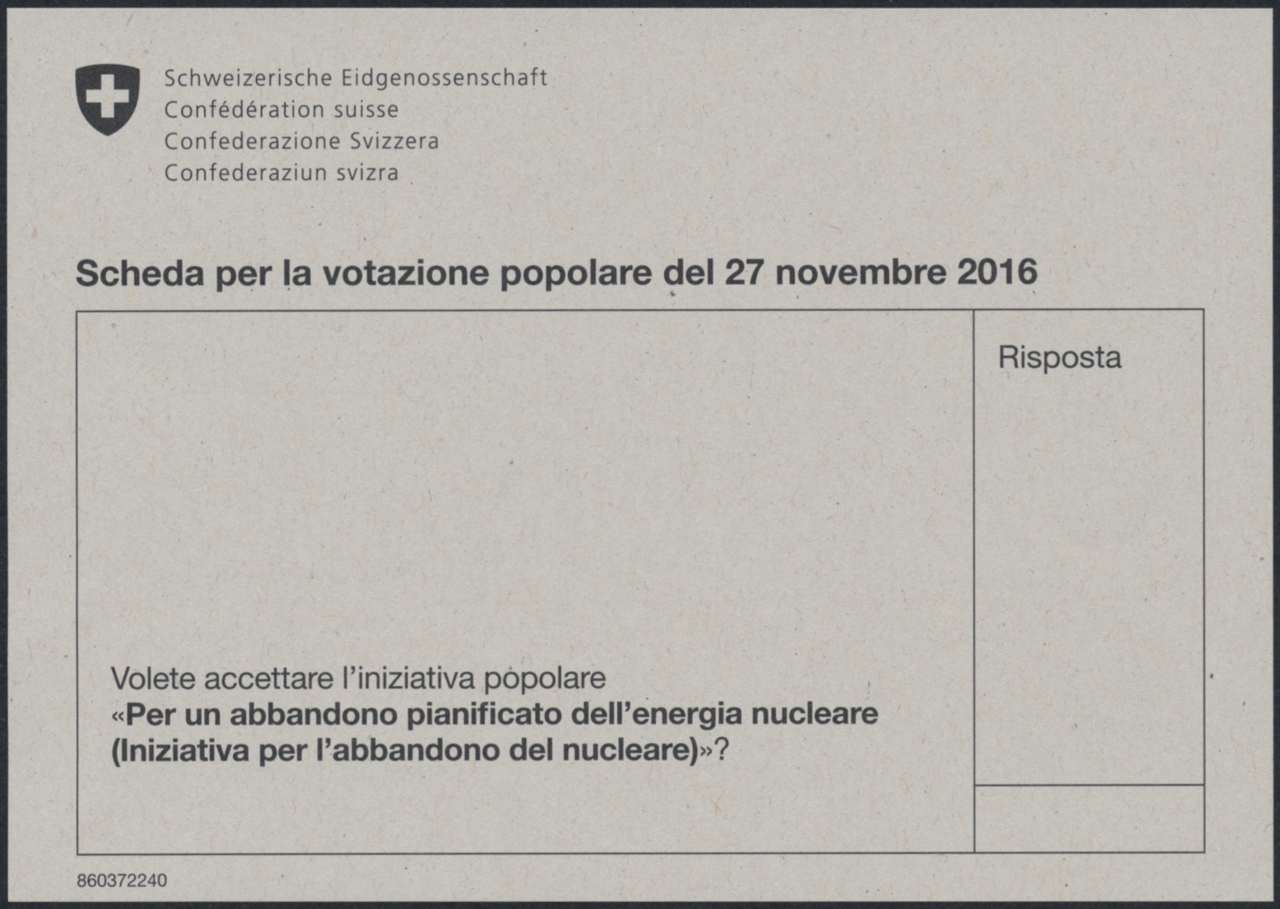
Scheda in lingua italiana

Il 27 novembre 2016 gli elettori sono stati chiamati a esprimersi su un unico quesito.

### Il quesito
Il quesito riguardava la proposta d'iniziativa popolare "Per un abbandono pianificato dell’energia nucleare", detta in breve Iniziativa per l’abbandono del nucleare, che oltre a sancire in Costituzione federale il divieto di costruire nuove centrali nucleari già varato dal Parlamento, intendeva limitare il periodo di attività di quelle esistenti con lo spegnimento nel 2017 delle due centrali di Beznau e della centrale di Mühleberg, nel 2024 di quella di Gösgen e nel 2029 di quella di Leibstadt. L'iniziativa chiedeva inoltre che la politica energetica svizzera si basasse sulla diminuzione del consumo di energia, sull'aumento dell'efficienza energetica e sul ricorso a fonti rinnovabili. Il Parlamento aveva respinto l'iniziativa, il Consiglio nazionale con 134 no, 59 sì e 2 astensioni e il Consiglio degli Stati con 32 no e 13 sì. Anche il Consiglio federale raccomandava di respingere l'iniziativa ritenendo che essa avrebbe comportato uno spegnimento precipitoso delle centrali nucleari esistenti non dando tempo di sostituire con fonti rinnovabili svizzere l'elettricità che sarebbe venuta a mancare e costringendo quindi ad importarne dall'estero rischiando il sovraccarico della rete oltre a esporre a richieste di risarcimento dagli esercenti delle centrali.

### Risultati
| Titolo sintetico                        | Sì        | Sì   | No        | No   | Nulli  | Totale    | Iscritti  | Affluenza | Cantoni a favore | Cantoni a favore | Cantoni contro | Cantoni contro | Risultato |
| Titolo sintetico                        | Voti      | %    | Voti      | %    | Nulli  | Totale    | Iscritti  | Affluenza | Pieni            | Mezzi            | Pieni          | Mezzi          | Risultato |
| --------------------------------------- | --------- | ---- | --------- | ---- | ------ | --------- | --------- | --------- | ---------------- | ---------------- | -------------- | -------------- | --------- |
| Iniziativa per l'abbandono del nucleare | 1.099.409 | 45,8 | 1.300.860 | 54,2 | 21.729 | 2.421.998 | 5.336.711 | 45,4      | 4                | 2                | 16             | 4              | Respinto  |